# 오스카르 레비츠키
칼 오스카르 요한 레비츠키(스웨덴어: Carl Oscar Johan Lewicki, 1992년 7월 14일 ~ )는 말뫼에서 미드필더로 뛰고 있는 스웨덴의 축구 선수이다.

## 수상

### 국가대표
스웨덴 U-21
- UEFA U-21 축구 선수권 대회: 2015

### 개인
- UEFA U-21 축구 선수권 대회 드림팀: 2015